# Angelo Bolognini
Angelo Bolognini (Piove di Sacco, ... – ...; fl. XV-XVI secolo) è stato un medico italiano rinascimentale.
Figlio di un medico, Bolognini studiò Arti e Medicina, probabilmente a Padova. Bernardino Scardeone, suo contemporaneo, lo descrive "Angelus Bologninus ex Plebe Sacci municipio Patavino" (“Angelo Bolognino dalla città padovana di Piove di Sacco”). Divenne poi chirurgo publico stipendio alle dipendenze della Repubblica di Venezia, e vi prestò servizio militare in marina.
Nel 1506 pubblicò, a Venezia, il suo primo trattato, Libellus de cura ulcerum exteriorum, dedicato a Francesco Gonzaga: diviso in due parti, una teorica e l'altra pratica, è un manuale di consultazione con un'ampia casistica e descrizioni dei vari tipi di ferite e lesioni cutanee, e delle cure specifiche. Il libro ebbe successo e fu Bolognini fu chiamato ad insegnare Chirurgia all'Università di Bologna, dal 1513 al 1516; qui insegnò anche Anatomia.
Dopo gli anni trascorsi a Bologna non si sa più nulla di lui: Scardeone ipotizza che sia tornato nelle sue terre, dedicandosi agli studi. Non è noto nemmeno l'anno della sua morte.